# دستگاه همراه

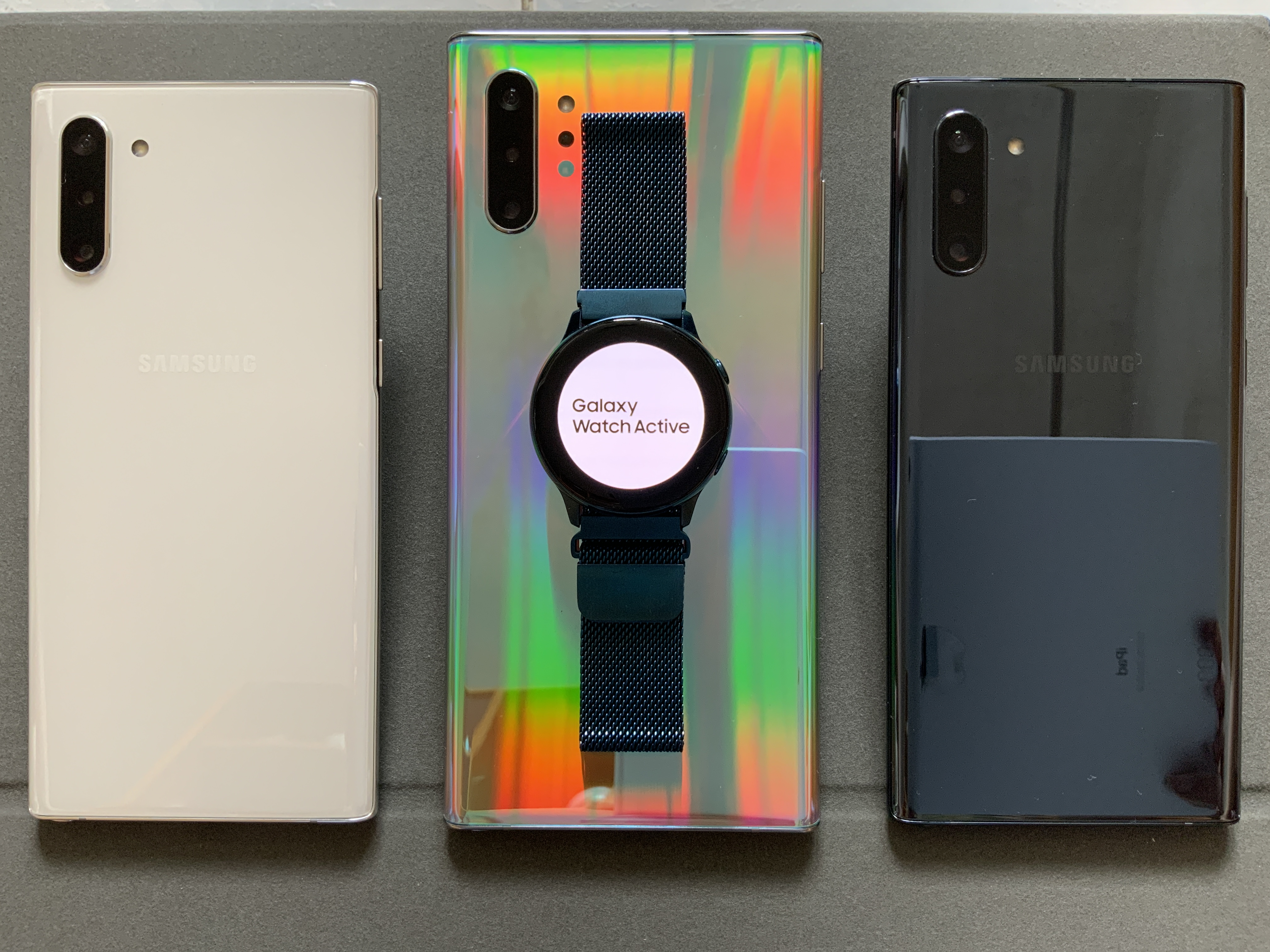
Samsung Galaxy Note 10

وسیله همراه یا وسیله سیار یا وسیله قابل حمل یا دستگاه سیار (انگلیسی: Mobile device) یا رایانه دستی به وسیله رایانه‌ای گفته می‌شود که بتوان آن را در دست گرفت و با آن کار کرد. معمولاً ال‌سی‌دی در وسیله‌های سیار لمسی است و شستی و کیبورد دارد. بسیاری از این دستگاه‌ها می‌توانند به اینترنت متصل شده و نیز می‌توانند از طریق وای فای، بلوتوث، شبکه سلولی و ارتباط حوزه نزدیک با سایر دستگاه‌ها مثل هدست ارتباط برقرار کنند. از دیگر ویژگی‌های رایج در این دستگاه‌ها، برخورداری از دوربین ترکیب شده، نرم‌افزارهای مدیا پلیر، برقراری تماس تلفنی و دریافت آن، بازی های ویدئویی و جی پی اس است. برای تأمین انرژی این دستگاه‌ها معمولاً از باتری لیتیمی استفاده می‌شود. در دستگاه‌های همراه از سیستم‌عامل موبایل استفاده می‌شود و نرم‌افزارهای مخصوص این دستگاه‌ها در آن‌ها نصب و اجرا می‌شود.

## ویژگی‌ها
بسیاری از این دستگاه‌هایی که به آن‌ها سیار می‌گوییم در واقع سیار نیستند بلکه همراه هستند، گوشی تلفن که حرکت نمی‌کند بلکه این ما هستیم که آن را با خود همراه می‌کنیم. یک نمونه از وسایلی که واقعا سیار است رباتها هستند. 

## انواع
انواع مختلفی از وسایل همراه برای مقاصد مختلف طراحی شده‌است. بعضی از آن‌ها شامل موارد زیر است:
- رایانه‌های همراه

- دستگاه اینترنت همراه
- تبلت/گوشی هوشمند
- لپ‌تاپ
- رایانه پوشیدنی
- دستیار دیجیتال شخصی
- دستیار دیجیتال کاری
- ماشین‌حساب مهندسی دارای نمودار
- کنسول بازی دستی
- ام‌پی‌تری پلیر
- ماشین حساب
- رایانه فراسیار (Ultra-mobile PC)

- دوربین دیجیتال
- دوربین ویدئویی دیجیتال
- گوشی همراه ساده (غیر هوشمند)
- پیجر
- دستیار ناوبری شخصی (PNA)
- کارت هوشمند
- مدیا پلیر همراه